# Place Monge (Paris metro)
Place Monge är en tunnelbanestation i Paris metro för linje 7 i 5:e arrondissementet. Stationen öppnades 1930 och är belägen under Rue Monge. Stationen är uppkallad efter Place Monge, som i sin tur är uppkallat efter den franske matematikern Gaspard Monge (1746–1818).

## Stationens utseende
| Sidoperrong |                     |
|             | ← Censier–Daubenton |
|             | Jussieu →           |
| Sidoperrong |                     |

## Omgivningar
- Saint-Étienne-du-Mont
- Place Monge
- Square Marius-Constant
- Square Robert-Montagne

## Bilder
| - Ovanliga entrén vid Rue de Navarre. - Perrongen Place Monge. - Tunnelbanestationen Place Monge. - Saint-Étienne-du-Mont. - Place Monge. - Square Marius-Constant. - Square Robert-Montagne. |